# Beli pinot
Beli pinot (tudi beli burgundec; francosko oz. mednarodno Pinot blanc) je bela sorta vinske trte. Trta je nastala kot genska mutacija sivega pinota, ki izhaja iz modrega pinota. Beli pinot naj bi pil že Karel Veliki.
Domovina belega pinota je francoska pokrajina Alzacija. Zaradi podobnosti je pogosto zamenjevan s chardonnayem. Kot zgodnejša sorta ima dokaj visoko alkoholno stopnjo, ki se giblje med 11 in 12,5 vol %.
Kot zgodnejša sorta dobro dozoreva, zato je tudi v alkoholu močnejše vino (11-12,5 vol %)